# Cian Uijtdebroeks
Cian Uijtdebroeks (født 28. februar 2003) er en professionel cykelrytter fra Belgien, der er på kontrakt hos Team Visma | Lease a Bike.

## Karriere
Efter nogle år hos fransktalende ungdomshold, skiftede Cian Uijtdebroeks fra starten af 2020 til Belgiens største juniorhold Acrog-Tormans Balen BC. Her vandt han blandt andet junior-udgaven af Kuurne-Bruxelles-Kuurne. Det skabte interesse fra flere hold på UCI World Touren. I december 2020 offentliggjorde det tyske hold Bora-Hansgrohe, at de havde skrevet kontrakt med Uijtdebroeks. Han skulle i 2021 køre på deres junior- og talenthold Team Auto Eder, inden han i 2022 ville blive rykket op som seniorrytter på World Tour-holdet. Kontrakten var oprindeligt gældende til udgangen af 2024, men i december 2023 skrev han kontrakt med Team Visma  |  Lease a Bike for en fireårig aftale indtil 2027, men hans nuværende hold, Bora-Hansgrohe, modsagde sig dette og sagde, at han var kontraktligt bundet til holdet indtil 2024. Til sidst nåede parterne til enighed om, at Cian skulle køre for Team Visma | Lease a Bike i 2024.